# (6680) 1970 WD
(6680) 1970 WD là một tiểu hành tinh vành đai chính. Nó được phát hiện bởi Luboš Kohoutek ở Đài thiên văn Hamburg-Bergedorf ở Bergedorf, Đức, ngày 24 tháng 11 năm 1970.